# Dariush Lotfi
Dariush Lotfi (5 de enero de 2001) es un deportista austríaco que compite en saltos de plataforma. Ganó una medalla de oro en el Campeonato Europeo de Natación de 2024, en la prueba de plataforma 10 m sincro.

## Palmarés internacional
| Campeonato Europeo | Campeonato Europeo | Campeonato Europeo | Campeonato Europeo     |
| Año                | Lugar              | Medalla            | Prueba                 |
| ------------------ | ------------------ | ------------------ | ---------------------- |
| 2024               | Belgrado (Serbia)  | Medalla de oro     | Plataforma 10 m sincro |